# Anni 2000
Gli anni 2000 sono il decennio che comprende gli anni dal 2000 al 2009 inclusi.
A cavallo tra il secondo e il terzo millennio, ovvero primo decennio del XXI secolo, è stato definito il decennio breve per la velocità delle innovazioni in tutti i settori e per la durata virtualmente limitata tra il 2001, con il crollo delle Torri Gemelle, e il 2008, con l'inizio della crisi economico-politica del decennio successivo.
Sono talvolta indicati come anni zero.

## Eventi, invenzioni e scoperte

### 2000
- Le preoccupazioni per il Millennium bug si rivelano sostanzialmente infondate.
- L'inizio degli "anni 2000" (seppur non coincidente con quello del terzo millennio) è salutato con grandi festeggiamenti in tutto il pianeta.
- L'Assemblea generale delle Nazioni Unite proclama il decennio 2000-2009 "Decennio Internazionale per la Cultura della Pace e della Non-Violenza".
- 7 maggio: Vladimir Putin viene nominato Presidente della Federazione Russa dopo aver vinto le elezioni presidenziali (tenutesi il 26 marzo), succedendo così a Boris El'cin.
- 17 luglio: Bashar al-Assad succede al padre Hafiz come Presidente della Siria.
- Le elezioni presidenziali del 7 novembre 2000 negli Stati Uniti d'America vedono la vittoria di misura del repubblicano George W. Bush contro il candidato democratico Al Gore, sebbene quest'ultimo abbia ottenuto più voti. La Corte Suprema stabilisce con una sentenza la vittoria di Bush anche in Florida, lo Stato dove i risultati sono più contesi. In molti però contestano la regolarità delle elezioni.
- Si diffonde in tutta Europa il morbo della mucca pazza, una malattia che colpisce i bovini alimentati con mangimi contenenti farine animali. Crollano i consumi di carne bovina in tutto il Vecchio Continente.
- Crisi della new economy.

### 2001
- 15 gennaio: nasce Wikipedia.

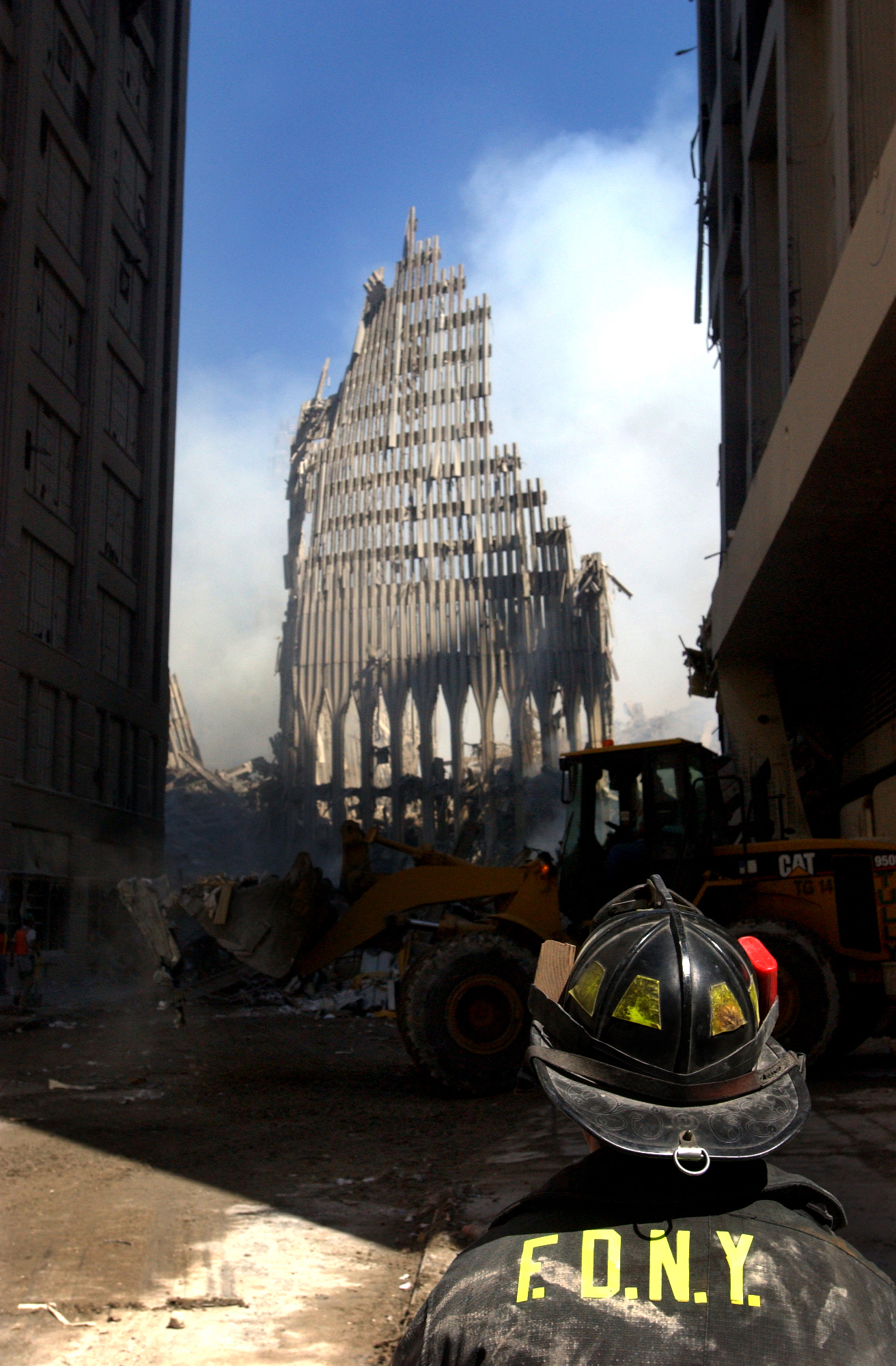
Un vigile del fuoco di New York osserva i resti delle Torri Gemelle

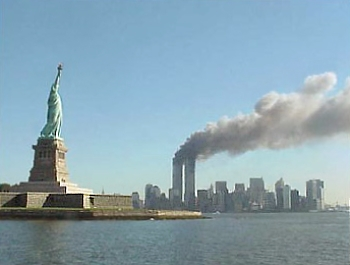
L'attentato alle Torri Gemelle

- Proseguono gli scontri fra israeliani e palestinesi. Ad agosto la formazione estremista Hamas proclama la seconda intifada.
- 19 luglio - 22 luglio: si tiene a Genova il vertice mondiale del G8, dove si verificano molti episodi di scontri fra manifestanti e forze dell'ordine e gravi disordini all'interno della città. Il 20 luglio un giovane manifestante di nome Carlo Giuliani viene ucciso dai Carabinieri, mentre cercava di lanciare un estintore contro una pattuglia dell'Arma. Secondo Amnesty International si tratta della "più grave sospensione dei diritti democratici in un Paese occidentale dopo la seconda guerra mondiale".[3]
- 11 settembre: un gruppo di terroristi islamici affiliati ad al-Qāʿida (Al Qaeda) fa schiantare due aerei civili contro le Torri Gemelle di New York, che crolleranno nell'arco di 102 minuti per i danni causati dagli impatti e dai conseguenti incendi. Un altro aereo viene indirizzato contro il Pentagono mentre un quarto, che avrebbe dovuto colpire la Casa Bianca o il Campidoglio, grazie ad una rivolta dei passeggeri non raggiunge il suo obiettivo ma precipita in un prato della Pennsylvania. Si conteranno 2 996 vittime, più altre 3 000 circa negli anni successivi per i fumi e i detriti tossici sprigionati dal collasso delle torri, che contenevano centinaia di tonnellate di asbesto. Gli Stati Uniti d'America e tutto l'Occidente sono sotto shock. La paura del terrorismo si diffonde in tutto il mondo e in molti Paesi si realizzano imponenti misure di sicurezza.
- La Swissair, la compagnia di bandiera svizzera, dichiara la bancarotta per problemi economici. L'evento è conosciuto come Grounding della Swissair.
- 7 ottobre: il Presidente americano Bush ordina l'attacco contro il regime talebano accusato di offrire protezione ai terroristi responsabili degli attentati dell'11 settembre: comincia così la guerra in Afghanistan.
- 8 ottobre: un volo diretto in Danimarca si scontra sulla pista di Linate con un Cessna uccidendo oltre 100 persone.
- 12 novembre: con l'accordo di Ocrida si ottiene un cessate il fuoco nella Repubblica di Macedonia; questo evento sancisce la fine ufficiale della guerra civile in Jugoslavia.
- 2 dicembre - Stati Uniti: dichiara fallimento la Enron  una delle più importanti multinazionali attiva nel settore dell'energia.

### 2002
- 1º gennaio: viene introdotto in 12 Stati dell'Unione europea (Italia, Francia, Austria, Germania, Spagna, Portogallo, Irlanda, Paesi Bassi, Belgio, Finlandia, Grecia, Lussemburgo) l'euro come moneta unica.
- I primi detenuti talebani giungono nella base militare americana di Guantanamo, che sorge davanti alle coste cubane. La prigione è fuori dalla giurisdizione dei tribunali statunitensi. Negli anni successivi, aumentano le accuse contro la prigione, dove si sospetta che la CIA utilizzi torture e metodi "poco rispettosi dei diritti umani" nei confronti dei detenuti. Sarà chiusa nel 2009.
- 20 maggio: Timor Est ottiene l'indipendenza dall'Indonesia.
- 30 giugno: la Nazionale brasiliana vince il mondiale di calcio tenutosi in Corea del Sud e in Giappone, conquistando il suo quinto titolo.
- 9 luglio: nasce ufficialmente l'Unione Africana, con Thabo Mvuyelwa Mbeki come suo primo Presidente.
- 10 settembre: la Svizzera entra ufficialmente a far parte dell'ONU
- Il gruppo My Chemical Romance lancia il suo primo album: "I Brought You My Bullets, You Brought Me Your Love"

### 2003

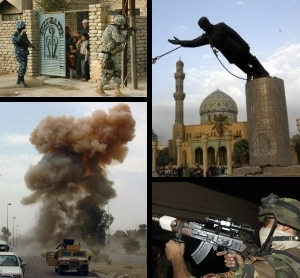
Collage di foto rappresentante la guerra in Iraq

- Reid Hoffman e Allen Blue lanciano LinkedIn, ispirati dalla teoria dei sei gradi di separazione di Stanley Milgram.
- Si diffonde, soprattutto in Asia, la "polmonite atipica" detta SARS.
- Lo Space Shuttle Columbia si disintegra mentre rientra sulla Terra. I sette astronauti a bordo moriranno sul colpo. Un'inchiesta accerterà che il Columbia aveva avuto dei guasti pericolosi, prima della partenza, e che poi sarebbero stati la causa principale del disastro. Una pioggia di accuse cade sulla NASA.
- 20 marzo: gli Stati Uniti d'America invadono l'Iraq, in seguito alle accuse rivolte al governo di Saddam Hussein di possedere armi di distruzione di massa. Il Presidente Bush aveva tentato nei mesi precedenti di ottenere l'avallo dell'ONU, incontrando però l'opposizione di Francia e Russia, nonché della maggior parte delle opinioni pubbliche di tutto il mondo. Anche papa Giovanni Paolo II si unì al coro di protesta. La guerra, ribattezzata seconda guerra del Golfo, iniziò a marzo e si concluse abbastanza velocemente; tuttavia, nonostante la cattura di Saddam Hussein nove mesi dopo, le armi non saranno mai ritrovate mentre il Paese precipita in una violenta guerra civile con scontri fra sciiti e sunniti, le due maggiori confessioni islamiche irachene. Gli scontri e gli attentati hanno provocato fra il 2003 e il 2006 1.2 milioni di morti iracheni e più di 3.000 soldati americani uccisi.
- Si diffonde in molti Paesi dell'Europa una forte ondata di caldo durante l'estate.
- La regione del Darfur, nel Sudan occidentale è sconvolta da una guerra civile logorante e da continue razzie dei mercenari arabi che provocano migliaia di morti e profughi fra la popolazione civile.

### 2004
- 4 febbraio: nasce il social network Facebook.
- 11 marzo: una serie di attacchi coordinati al sistema di treni locali di Madrid provoca 192 morti e 2.057 feriti. La Brigata Abu Hafs al Masri rivendica l'attentato: è il primo messo a segno da Al-Qaida sul territorio europeo dopo l'11 settembre 2001.
- Raggiungono la Terra straordinarie immagini a colori di Marte da parte della sonda spaziale Spirit che analizza alcuni crateri del pianeta rosso. Già nel 1997 erano pervenute quelle storiche della missione Mars Pathfinder.
- 1º maggio: entrano a far parte dell'Unione europea dieci nuovi Paesi: Polonia, Slovenia, Ungheria, Malta, Cipro, Lettonia, Estonia, Lituania, Repubblica Ceca, Slovacchia.
- 2 giugno - Scoppia nella regione del Kivu il conflitto tra le forze regolari della Repubblica Democratica del Congo e le milizie ribelli del CNDP.
- 15 agosto: Michael Schumacher si aggiudica matematicamente il 7º titolo piloti nel campionato mondiale di Formula 1.
- 1º settembre: un commando di terroristi ceceni occupa una scuola elementare di Beslan, in Russia, e sequestra 1 127 persone fra adulti e bambini. Tre giorni dopo, l'esercito russo irrompe nella scuola, causando la reazione dei terroristi. Muoiono 386 persone, di cui 186 bambini. I feriti sono oltre 700. Molti bambini restano mutilati o orfani. Oltre il 90% delle persone prese in ostaggio rimase in qualche modo ferita. L'enormità di feriti mise a dura prova l'intera macchina sanitaria locale con un'inadeguata disponibilità di bende e medicazioni.[4]

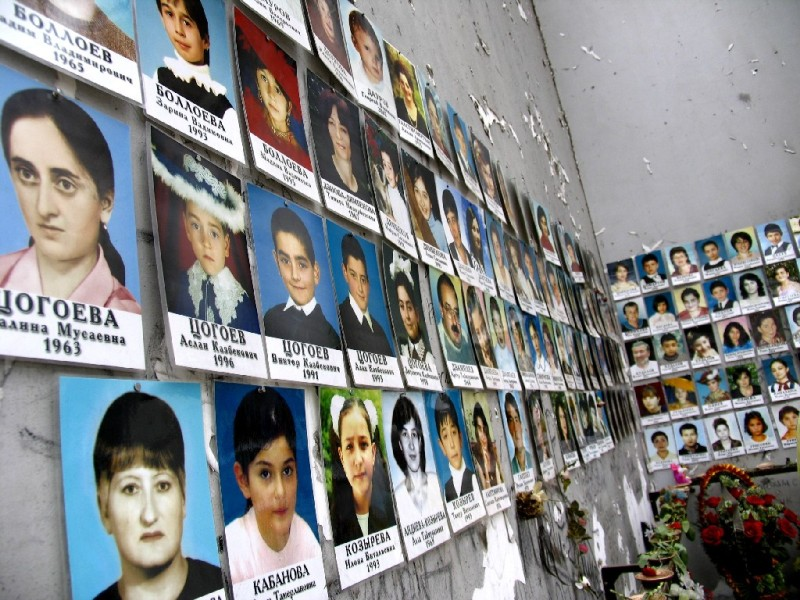
Le foto delle piccole vittime di Beslan durante una cerimonia commemorativa

- In Ucraina milioni di persone scendono in piazza, contestando il risultato elettorale che attribuisce la vittoria a Viktor Janukovyč. Le elezioni sono annullate e il successivo responso porta alla vittoria Viktor Juščenko, leader della rivoluzione arancione.
- Il repubblicano George W. Bush viene rieletto Presidente degli Stati Uniti d'America, battendo il candidato democratico John Kerry.
- 26 dicembre: l'intera area dell'Oceano Indiano, in particolare le coste asiatiche, è sconvolta da un violentissimo tsunami che procura miliardi di euro di danni e più di 200.000 morti. È considerata una delle più grandi catastrofi naturali della storia. Subito dopo lo tsunami, si apre in tutto il mondo una campagna di solidarietà verso i Paesi maggiormente colpiti (India, Sri Lanka, Myanmar, Thailandia, Malaysia, Indonesia).

### 2005
- 14 febbraio: nasce YouTube.
- Le elezioni politiche in Germania portano ad un pareggio fra i socialdemocratici del cancelliere uscente Gerhard Schröder e i cristiano-democratici di Angela Merkel che diventa il primo cancelliere cresciuto nell'Est. La Merkel è costretta a formare un governo di "grande coalizione".

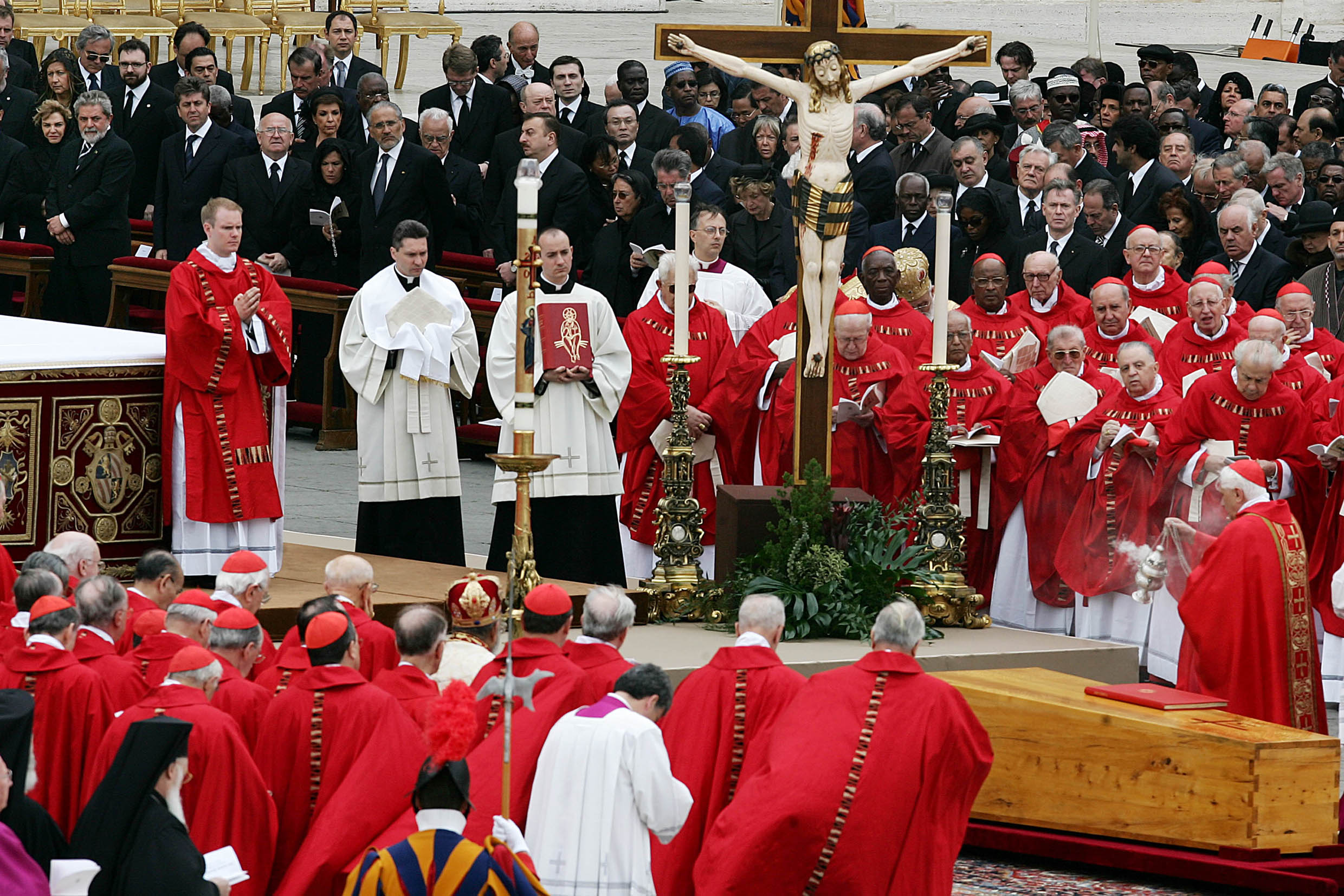
I funerali di Giovanni Paolo II

- 2 aprile: muore papa Giovanni Paolo II dopo ventisette anni di pontificato. Nei giorni successivi più di un milione di persone si riversa a Roma e in Piazza San Pietro per assistere ai suoi funerali. Il 19 aprile viene eletto, dopo un rapido Conclave, il suo successore: il cardinale tedesco Joseph Ratzinger che assume il nome di Benedetto XVI.
- 7 luglio: si verificano attacchi terroristici alla metropolitana di Londra e su un autobus provocando 52 vittime e 700 feriti. La Brigata Abu Hafs al Masri rivendica l'attentato e lo replica due settimane dopo, senza causare vittime.
- L'uragano Katrina travolge il sud degli Stati Uniti d'America e devasta completamente la città di New Orleans. Si contano migliaia di morti, feriti e senzatetto.
- Il partito Hamas vince le elezioni palestinesi, provocando dure reazioni nella comunità internazionale.

### 2006
- 10 febbraio - 26 febbraio: si tengono a Torino i XX Giochi olimpici invernali
- 10 maggio: viene eletto, al quarto scrutinio, il senatore a vita Giorgio Napolitano come nuovo Presidente della Repubblica Italiana succedendo a Carlo Azeglio Ciampi.
- 3 giugno: il Montenegro dichiara l'indipendenza dalla Serbia e Montenegro.
- 7 luglio: muore Syd Barrett, il leggendario fondatore dei Pink Floyd.
- 9 luglio: la Nazionale italiana vince i mondiali di calcio in Germania battendo la Francia 5-3 ai calci di rigore conquistando così il quarto titolo mondiale.
- 12 luglio: un commando di Hezbollah entra in territorio israeliano e uccide tre soldati, catturandone altri due. Israele considera l'atto una dichiarazione di guerra: invade il Libano del Sud e bombarda alcune città libanesi. Dopo qualche giorno, la controffensiva di Hezbollah, nonostante l'intervento, persiste tramite i lanci missilistici e continua a mettere in forte difficoltà la popolazione israeliana. Ad agosto, dopo il conseguimento della tregua, il Consiglio di Sicurezza dell'ONU approva una risoluzione per inviare nella zona i caschi blu.
- Un giornale danese pubblica vignette satiriche su Maometto e l'Islam. In molti Paesi arabi, in Pakistan e in India vengono assaltate le ambasciate danesi. Il Vaticano esprime la sua solidarietà al mondo islamico.
- Trasportato dagli uccelli migratori, arriva in Europa il virus dell'influenza aviaria che minaccia di colpire anche gli allevamenti avicoli, nonostante il rafforzamento delle misure di sicurezza.
- 30 dicembre: Saddam Hussein viene condannato a morte. Protestano numerosi Paesi e organizzazioni contro la sentenza, mentre in Iraq aumentano le tensioni dopo la diffusione di video illegali in cui si vede l'ex dittatore accompagnato al patibolo fra gli insulti dei presenti.

### 2007
- 1º gennaio: Bulgaria e Romania entrano a far parte della Unione europea, mentre in Slovenia entra in circolazione l'euro.
- 9 gennaio: Apple presenta la prima versione dell'iPhone: inizia così la diffusione su larga scala degli smartphone, inventati più di 10 anni prima.
- 27 giugno: Tony Blair si dimette da primo ministro del Regno Unito dopo 10 anni in carica. Gli succede Gordon Brown.
- Ban Ki-Moon, ministro degli esteri sudcoreano, diventa il nuovo Segretario generale delle Nazioni Unite.
- Dagli Stati Uniti d'America, a causa della crisi immobiliare dell'anno precedente, si scatena una crisi finanziaria che porterà alla grande recessione.
- Nella ex Birmania la popolazione, stanca della corruzione e della miseria estrema, scende in piazza protestando pacificamente guidata da gruppi di monaci buddhisti. Il regime militare che controlla il Paese reprime con durezza le manifestazioni provocando l'indignazione di tutte le opinioni pubbliche mondiali.

### 2008
- 17 febbraio: il Kosovo dichiara la sua indipendenza dalla Serbia aprendo una nuova crisi politica nei Balcani, poiché la Serbia, appoggiata dalla Russia, si rifiuta di accettare la decisione del Kosovo. A favore del Kosovo si schierano però gli Stati Uniti d'America e la maggioranza degli Stati dell'Unione europea.
- Le primarie per la scelta del candidato alla Casa Bianca del Partito Democratico sono segnate da una dura battaglia, ricca di colpi di scena e rovesci di fortuna fra Hillary Clinton, la prima donna a presentarsi e Barack Obama, il primo afroamericano. Obama riesce a superare la rivale per pochi voti.

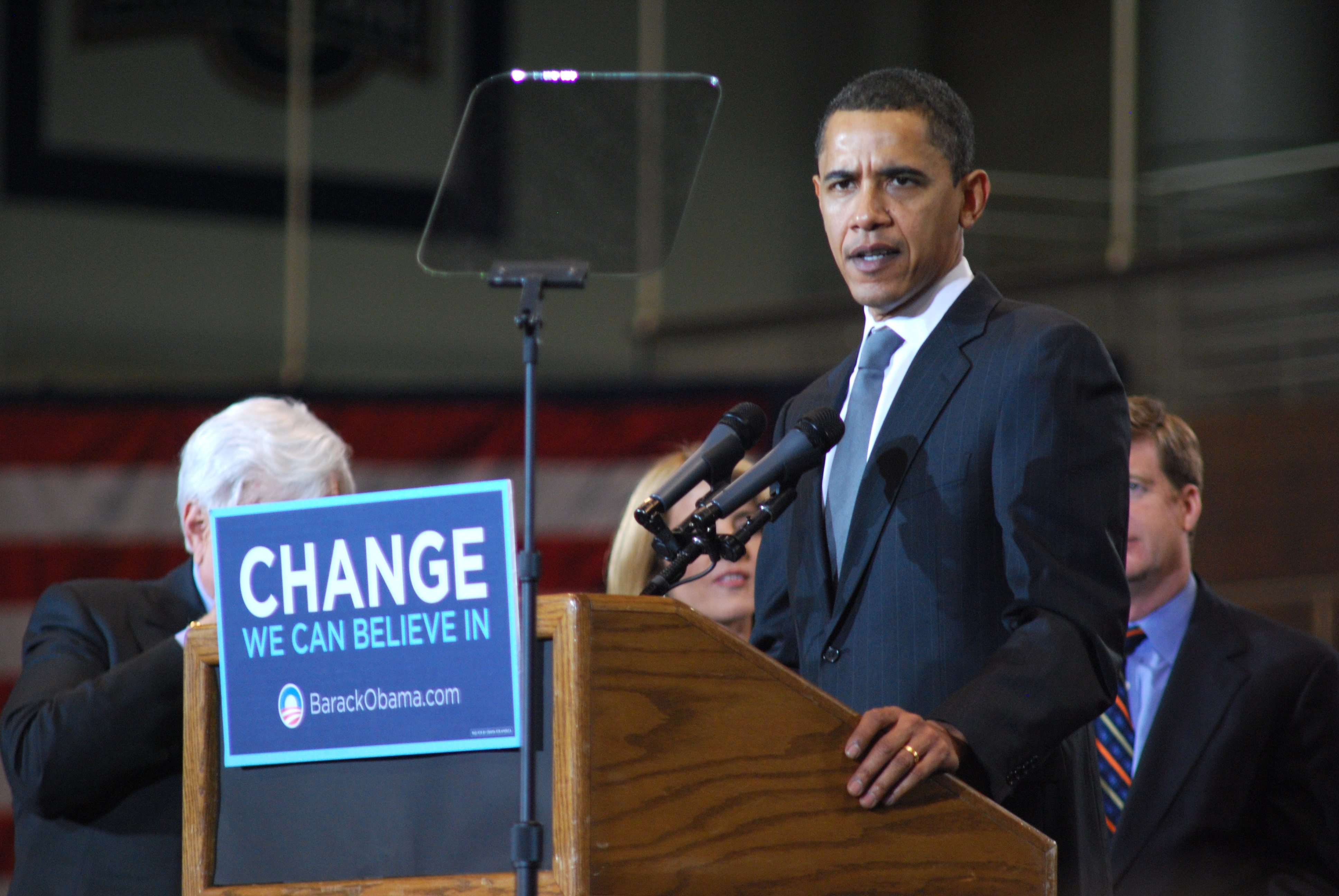
Un comizio del presidente Obama durante la campagna elettorale nel 2008

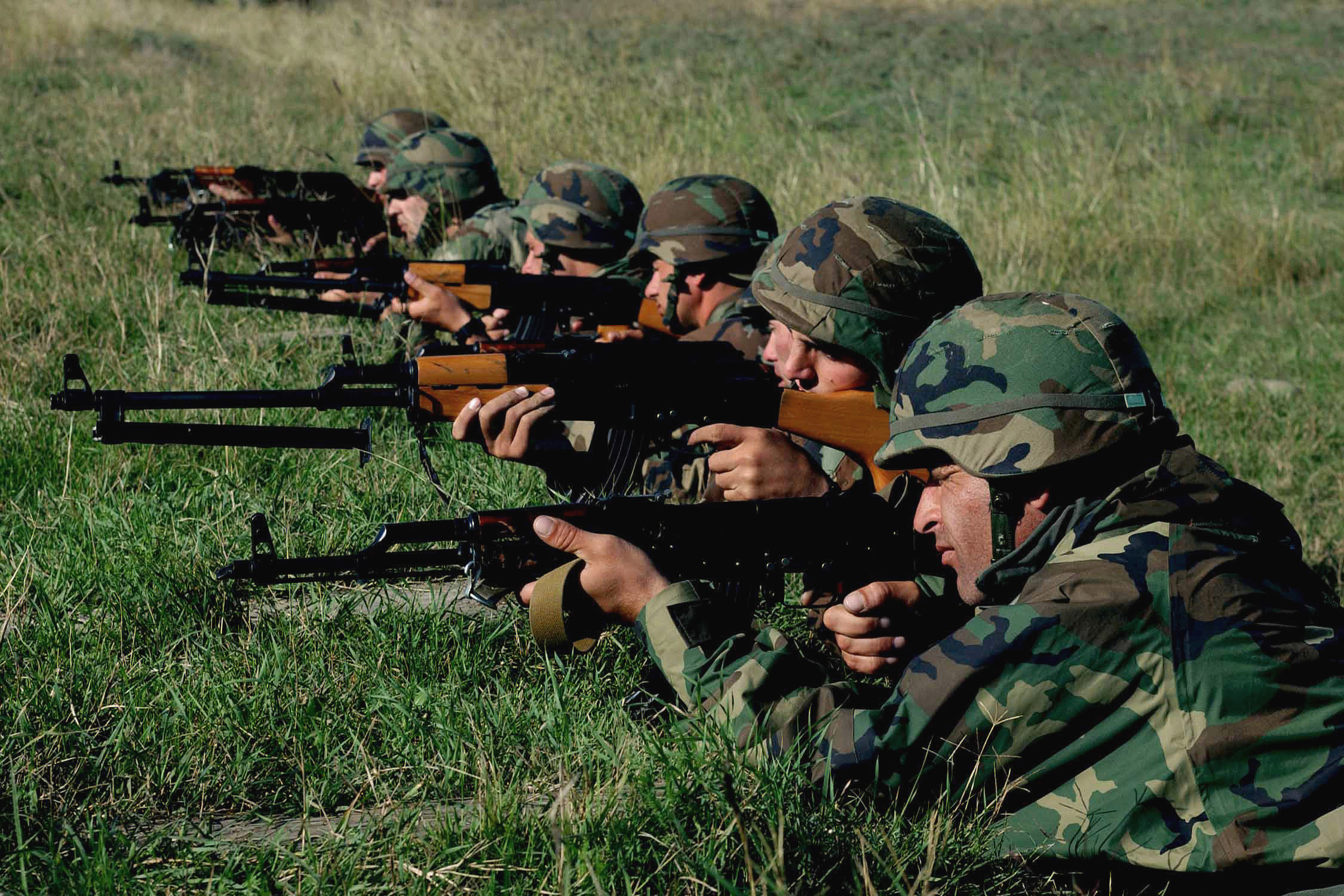
Soldati georgiani in posizione di tiro, durante la Seconda guerra in Ossezia del Sud

- La Cina reprime con violenza le manifestazioni pacifiche in Tibet, a favore dell'autonomia culturale e politica della regione. In molti ipotizzano un boicottaggio per protesta della cerimonia d'apertura delle Olimpiadi che ospiterà il Paese ad agosto. Poco dopo la Cina è sconvolta da un grave terremoto che causa una decina di migliaia di morti. Ciò nonostante le Olimpiadi di Pechino saranno un successo sorprendente.
- Ad agosto scoppia una crisi militare fra Russia e Georgia causata da tensioni sullo status dei territori autonomi georgiani dell'Ossezia del Sud e dell'Abcasia. La Russia invade il territorio georgiano, giungendo fino a Gori, centro nevralgico e città natale di Stalin. Con la mediazione europea viene firmato un cessate il fuoco, che prevede il ripristino dello status quo, tuttavia nella regione la tensione resta alta.
- 10 settembre: il Cern di Ginevra lancia un ambizioso progetto, tramite un complesso acceleratore di particelle, per scoprire le dinamiche del Big Bang. Viene definito l'esperimento fisico più importante della storia, ma dopo pochi giorni il progetto viene interrotto a causa di un cedimento dell'acceleratore.
- 15 settembre: muore a Londra lo storico tastierista dei Pink Floyd Richard Wright dopo una breve lotta contro il cancro.
- La crisi dei mutui, scoppiata l'anno prima negli Stati Uniti d'America, si allarga a livello mondiale dopo i crack di importanti colossi bancari e assicurativi. I governi di tutto il mondo varano in tutta fretta piani di salvataggio. È la più grave crisi finanziaria dagli anni trenta.
- 4 novembre: Barack Obama vince le elezioni battendo il repubblicano John McCain: diventa il primo afroamericano a ricoprire la carica di Presidente nella storia degli Stati Uniti d'America.
- 26 novembre: l'India è sconvolta da una serie di attentati contro obiettivi occidentali a Mumbai rivendicati da un'organizzazione vicina ad al-Qāʿida: si conteranno più di 200 morti, tra cui un italiano, e 327 feriti.

### 2009

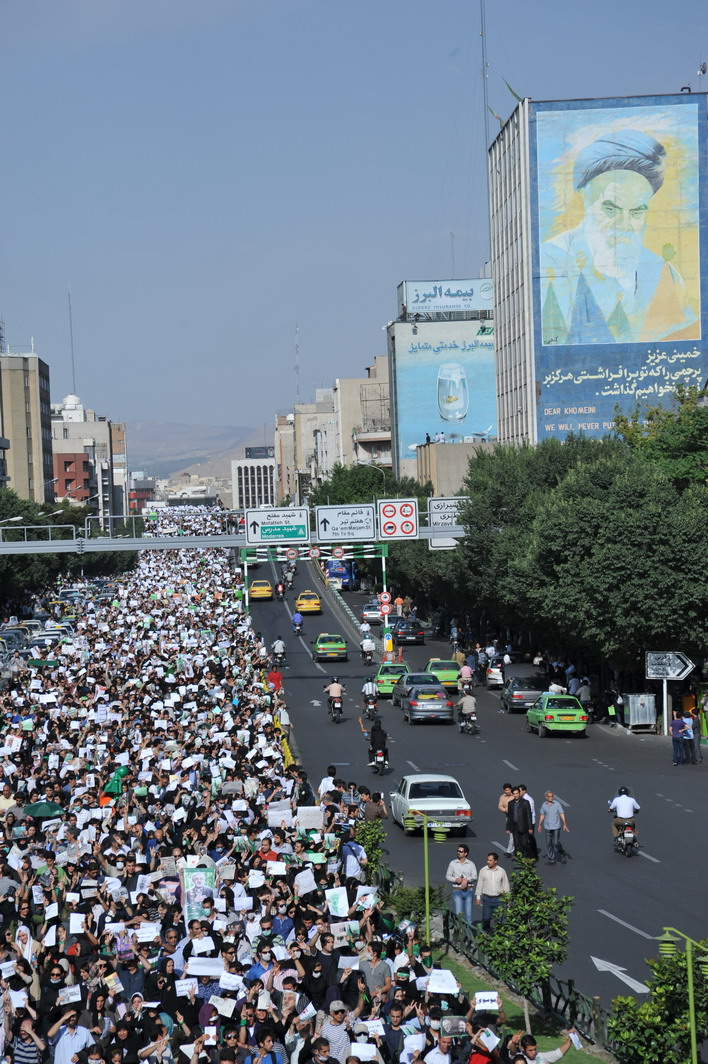
Proteste a Teheran contro la rielezione di Ahmadinejad

- A gennaio prosegue l'operazione Piombo fuso sulla striscia di Gaza lanciata da Israele nel dicembre 2008 per reagire agli attacchi missilistici di Hamas. Dopo una serie di raid aerei che provocherà più di 850 morti fra i palestinesi (colpita anche una scuola dell'ONU), gli israeliani attuano un'invasione di terra arrivando alla periferia di Gaza. Dopo una conferenza di pace a Sharm el-Sheikh viene firmata una nuova tregua e Israele ritira le sue truppe dalla striscia.
- 6 aprile: un violento terremoto colpisce l'Italia nella regione dell'Abruzzo, provocando enormi danni e 309 vittime.
- Si diffonde in America del Nord ed Europa un nuovo tipo di influenza, chiamata colloquialmente influenza suina, sviluppatasi in Messico, dove provoca 152 morti.
- Precipita un aereo di linea Air France nell'Oceano Atlantico. Saranno ritrovati solo pochi cadaveri mentre le cause del disastro resteranno misteriose.
- 25 giugno: muore a Los Angeles la star internazionale della musica pop Michael Jackson, all'età di 50 anni.
- Migliaia di giovani scendono in piazza in tutte le città dell'Iran in difesa della democrazia, accusando il presidente uscente Ahmadinejad di aver vinto le elezioni grazie a brogli. Dopo alcuni giorni, il regime interviene reprimendo duramente le proteste. Si contano numerosi morti e feriti, molti dissidenti vengono arrestati. I giovani diffondono sui social-network le immagini e le testimonianze della repressione, che fanno così il giro del mondo. È la prima rivolta diffusasi sul Web.

## Economia
Gli sviluppi economici della prima metà del decennio sono stati concentrati sull'Asia e il Sud America e sul loro impatto sul mercato mondiale. L'economia dell'India si è integrata grazie alla tecnologia con le nazioni più industrializzate. La Cina ha avuto un'immensa crescita economica, ed ha ottenuto lo status di potenza mondiale. Molte economie asiatiche fiorite rapidamente hanno avuto crescente domanda di combustibili fossili, le quali insieme ad un calo delle scoperte di giacimenti petroliferi, grossi costi di estrazione e un'agitazione politica mondiale hanno portato a una salita del prezzo del petrolio e una spinta da parte dei governi e del commercio al fine di promuovere lo sviluppo di energie rinnovabili. Comunque, un effetto collaterale della spinta da parte di qualche nazione industrializzata al fine di naturalizzare e utilizzare biocarburanti ha portato a un calo dei rifornimenti di cibo e una conseguente salita del prezzo dello stesso. Questo ha minacciato le nazioni del terzo mondo colpite dall'insufficienza di cibo. L'economia della fine del decennio è stata dominata da una crisi economica, iniziata con la crisi dei subprime negli Stati Uniti d'America nel tardo 2007 che ha guidato alla crisi finanziaria dell'Islanda nel 2008-2009 e del Regno Unito nel settembre 2007 e una generale recessione globale. Nel 2009 nasce Bitcoin, la prima Criptovaluta.

## Tecnologia
- Nel campo dell'elettronica digitale, i progressi sono stati considerevoli. Telefoni cellulari, fotocamere e videocamere digitali e lettori MP3 sono diventati oggetti d'uso comune nel corso di pochi anni. Nei paesi industrializzati è stata notevole la crescente diffusione dell'utilizzo della posta elettronica e la progressiva diffusione della banda larga.
- Si diffonde in modo capillare, anche tra i giovanissimi e le persone più anziane, l'uso del telefono cellulare, sostituito molto frequentemente da modelli più sofisticati. Molto diffusi a fine decennio saranno anche navigatori satellitari e computer portatili.
- Nel 2000 viene commercializzato il primo Nokia 3310.Il Nokia 3310, uno dei telefoni cellulari più celebri dell'inizio del decennio.

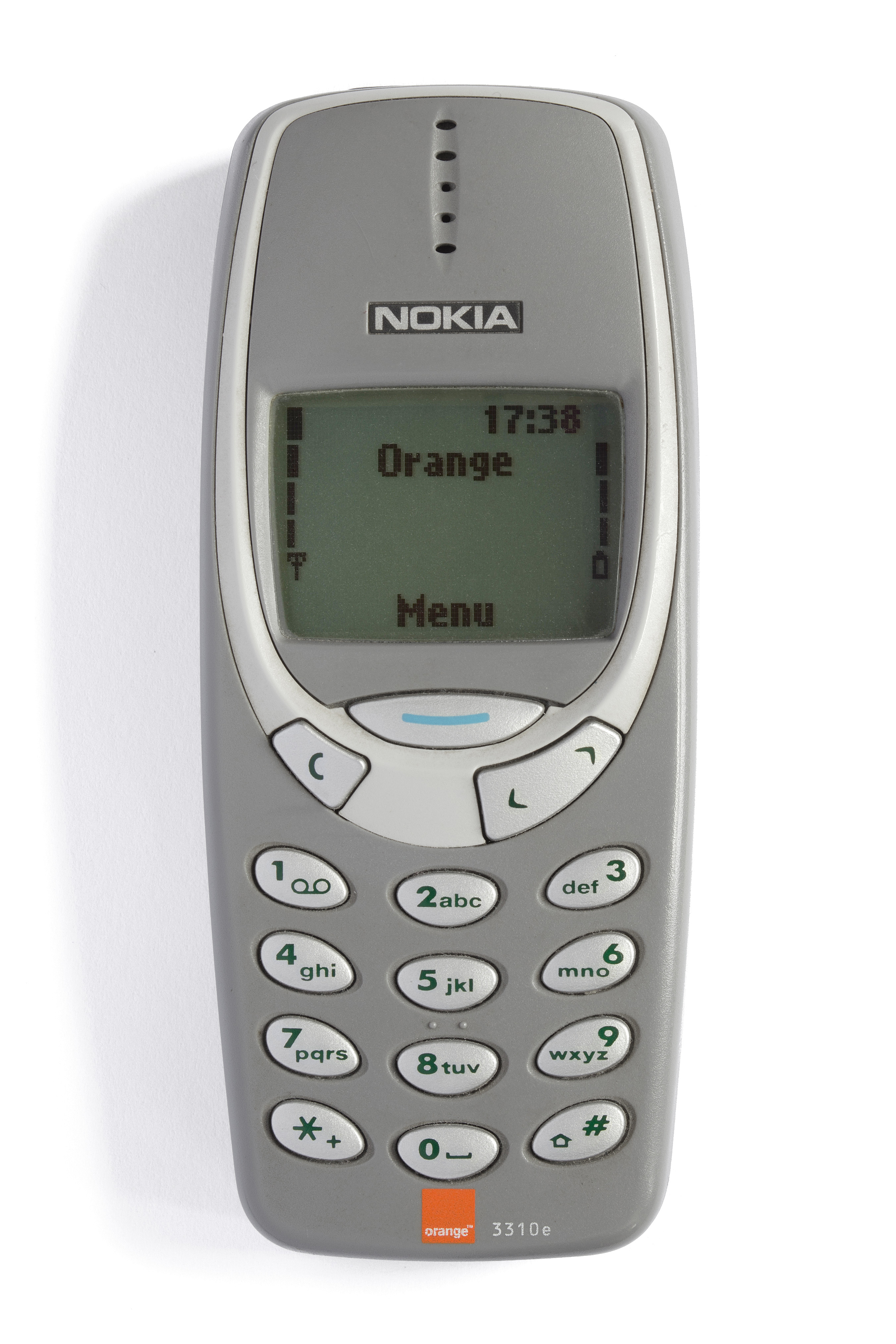
Il Nokia 3310, uno dei telefoni cellulari più celebri dell'inizio del decennio.

- A partire dal 4 marzo 2000 in Giappone la Sony commercializza la PlayStation 2, che diverrà dal decennio successivo la console più venduta di tutti i tempi.
- Nel 2001 Microsoft presenta quello che diventerà uno dei più famosi Sistemi Operativi del mondo: Windows XP. Il 15 novembre dello stesso anno la compagnia lancia la prima Xbox in risposta alla PlayStation 2 di Sony.
- Dilaga il fenomeno della pirateria on-line: musica, film, DVD e applicativi software, vengono scambiati illegalmente tra computer connessi alla rete Internet a mezzo di programmi di file sharing.
- Nel febbraio del 2004, viene presentato per la prima volta il famoso social network Facebook, ideato da Mark Zuckerberg.
- L'industria dell'intrattenimento ha cercato nuovi sistemi di consegna digitale per musica, film e altri media che hanno ridotto la privacy. Il commercio elettronico è diventato lo standard per il trading di azioni, prenotazioni, shopping e altre attività.
- In seguito alla diffusione di lettori DVD, streaming video, e la successiva nascita del formato Blu-ray Disc, il formato VHS esce definitivamente di scena dalla distribuzione dei film dall'inizio del 2007, relegato unicamente alla videoregistrazione domestica.
- Progressivamente abbandonati o usciti di produzione a fine decennio oggetti comuni quali floppy disk, musicassette, rullini fotografici, walkman, videoregistratori, stampanti ad aghi. Enorme diffusione invece di chiavette USB e Memory card, fotocamere digitali, iPod e lettori mp3, lettori DVD e Blu-ray. Cominciano a diffondersi dispositivi multi-touch.
- Con la diffusione del social networking viene coniato il termine web 2.0. Simboli del quale saranno siti quali YouTube, Twitter, MySpace, Facebook e Flickr.
- I social network più utilizzati dagli adolescenti e dai giovani del decennio sono Myspace e Netlog, che furono usati in maggioranza fino al 2009 per poi passare, in pochi mesi, all'innovativo Twitter.
- Nel 2007 la Apple Inc. presenta l'iPhone, che aprirà la strada alla produzione e alla diffusione di massa degli smartphone nel decennio successivo.

## Letteratura
- Gli anni 2000 segnano il successo universale della saga di Harry Potter della scrittrice inglese J. K. Rowling, che segnerà un nuovo filone di libri fantasy e di libri per teenager. Dal 1997 fino al 2007, i sette libri della serie vendono un totale di 450 milioni di copie,[5][6] facendo di Harry Potter la saga letteraria di maggior successo nella storia della letteratura.[7]
- Nel 2003 Dan Brown pubblica il suo romanzo di enorme successo Il codice da Vinci.
- Nel 2005 viene pubblicato Twilight, primo libro della tetralogia di vampiri di Stephenie Meyer. Inizialmente accolto con entusiasmo dai fan del genere, diventa poi un fenomeno di massa con l'omonima serie di film, che lanciano la carriera cinematografica di Robert Pattinson e Kristen Stewart.

## Musica
- Giunge al picco di popolarità per poi entrare in crisi il teen pop, che vedeva allora come maggiore esponente una giovane Britney Spears, artista di grande impatto per la cultura pop dell'intero decennio. Continua con un grande successo l'R&B, grazie ad artisti come Chris Brown, Ne-Yo, Usher, Beyoncé e Alicia Keys.
- Per quanto riguarda la musica dance si registra un elevato successo dell'house music sia nelle sue forme più pure sia, verso la seconda metà degli anni 2000, nelle sue forme più elettroniche e commerciali con generi come l'electro house e la tech-house.
- Il genere nu metal, nato alla fine degli anni novanta, comincia ad acquistare popolarità: nel 2000 inizia infatti il successo dei Linkin Park con l'uscita del loro primo album in studio, Hybrid Theory, disco di maggiore successo del genere, che vende più di 30 milioni di copie (CD più venduto del decennio), risultati poi ripetuti con Meteora e Minutes to Midnight. I maggiori pionieri del genere sono i Korn, i Deftones, gli Slipknot e i System of a Down. Continua il momento d'oro dei Red Hot Chili Peppers, con gli album By the Way e Stadium Arcadium.
- Sempre a partire dal 2000 torna in voga anche il rap, che viene trainato da artisti come Eminem, 50 Cent, Lil Wayne e Kanye West. Il rock impegnato o "alternative" si evolve e trova grandi interpreti come i Muse, i Coldplay, gli U2 (già celebri negli anni 80 e 90), i Depeche Mode (più legati al synth pop) e i Foo Fighters.Il rapper Eminem, uno degli artisti di maggior successo degli anni 2000.

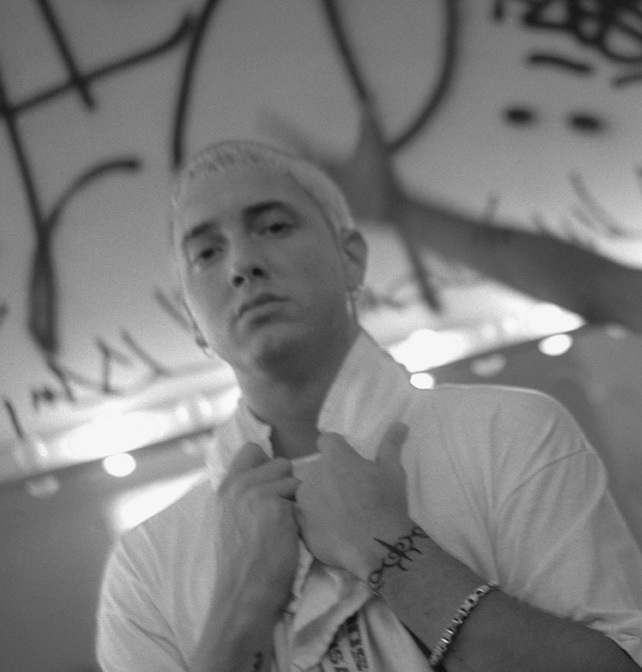
Il rapper Eminem, uno degli artisti di maggior successo degli anni 2000.

- I Radiohead di Thom Yorke vivono nella prima parte del decennio un periodo positivissimo, realizzando Amnesiac, In Rainbows e soprattutto Kid A, considerato dalla prestigiosa rivista Rolling Stone il miglior album del decennio.[8] Altra band del panorama britannico, gli Oasis, iniziano invece negativamente il decennio (dopo essere stati mattatori e innovatori musicali in quello scorso), con l'album Standing on the Shoulder of Giants, che con quasi 4 milioni di copie vendute si rivela il loro più grande insuccesso commerciale in carriera. Tuttavia, si riprendono verso la metà del decennio con l'album Don't Believe the Truth, che vende 8 milioni di copie e viene seguito da un colossale tour mondiale, che si rivela poi essere uno tra quelli di maggior successo del decennio stesso. Dopo aver pubblicato il loro settimo album, Dig Out Your Soul, il gruppo si scioglie nell'agosto 2009, dopo una violenta lite tra i due volti storici del gruppo, i fratelli Noel e Liam Gallagher, a seguito del quale i due intraprendono percorsi artistici separati, troncando ogni rapporto ed smentendo categoricamente un qualsiasi ritorno del gruppo.
- Sono popolari artisti della scena pop punk-emo pop-punk rock come My Chemical Romance, Panic! At The Disco, Fall Out Boy, Paramore e Green Day.  In Europa si diffonde l'indie rock, infatti cresce la popolarità di gruppi come Kaiser Chiefs, White Stripes, Arctic Monkeys e Strokes.
- Torna inoltre prepotentemente di moda il genere soul pop con atmosfere anni sessanta, in particolar modo dopo il grande successo internazionale di Amy Winehouse, al quale seguono nuovi nomi come Duffy o Adele. Negli ultimi anni avvengono numerose reunion fra le band che in passato hanno ottenuto grande successo, col ritorno di gruppi come, fra i tanti, Spandau Ballet, Duran Duran, The Cranberries, Take That, Led Zeppelin, Pink Floyd, Police, Genesis, Spice Girls, AC/DC e il ritorno alla formazione storica da parte degli Iron Maiden.
- Negli ultimi anni del decennio ritorna prepotentemente la musica synth pop in stile anni ottanta sia nella musica pop, con artisti come Katy Perry o Lady Gaga, che nella scena alternativa, con artisti come Hot Chip, Mystery Jets, Empire of the sun, La Roux, Santigold o i The Killers.
- I Pink Floyd perdono due importanti membri: il primo a morire, il 7 luglio 2006, è il fondatore, Syd Barrett e poi, il 15 settembre 2008 toccherà al tastierista Richard Wright dire addio al mondo.
- Il 25 giugno 2009 muore il Re del Pop, Michael Jackson, stroncato da un attacco cardiaco dovuto ad un'intossicazione da Propofol. Il suo medico personale, Conrad Murray, viene condannato a 4 anni di carcere per omicidio colposo. Proprio all'inizio degli anni 2000, Jackson aveva pubblicato quello che sarebbe diventato il suo ultimo album in studio, Invincible (2001).
- Il già citato Eminem è l'artista più venduto del decennio, con un totale di 32,2 milioni di album venduti.[9]

## Cinema
Il cinema statunitense è dominante assoluto del mercato occidentale. Per il cinema americano è un decennio, sul piano attoriale, improntato dal divismo; tra i divi più celebri George Clooney, Brad Pitt, Angelina Jolie, Johnny Depp, Charlize Theron, Will Smith, Leonardo DiCaprio e Heath Ledger, la cui fama è alimentata dopo la tragica morte, con l'Oscar come migliore attore non protagonista vinto postumo per la sua interpretazione in Il cavaliere oscuro. Il successo degli X-Men di Bryan Singer e della trilogia di Spider-Man diretta da Sam Raimi rilancerà il genere supereroistico sul grande schermo, dopo una battuta d’arresto dovuta all’insuccesso di Batman & Robin nel decennio precedente, spianando anche la strada a numerosi altri franchise di successo come il Marvel Cinematic Universe. Durante il decennio molti sono i film "pigliatutto", ovvero che guadagnano più di 500 milioni di dollari al botteghino o che ricevono molte candidature agli Academy Awards e ricevono le relative statuette. Tra i più famosi:
- Il gladiatore
- Mission: Impossible 2
- Monsters & Co. (e i successivi film Pixar)
- Shrek (e i successivi film DreamWorks)
- Harry Potter e la pietra filosofale (e i successivi seguiti)
- La saga de Il Signore degli Anelli
- La trilogia di Spider-Man di Sam Raimi
- I primi tre film della saga di Pirati dei Caraibi
- Io sono leggenda
- Iron Man (film che segnò l'inizio del proficuo MCU)
- Il cavaliere oscuro
- Di grande successo la saga de Il Signore degli Anelli: con i tre film usciti nel 2001, nel 2002 e nel 2003, la trilogia verrà premiata complessivamente con 17 premi Oscar (4 per La Compagnia dell'Anello, 2 per Le due torri e 11 per Il ritorno del re).
- Nel 2007, con il successo di Harry Potter e l'Ordine della Fenice (938 milioni di dollari nel mondo, sesto successo più grande di tutti i tempi e secondo più grande nella serie), i film di Harry Potter diventano gli adattamenti cinematografici più produttivi di tutti i tempi.[12]
- Avatar di James Cameron, realizzato nel 2009 alla fine del decennio, incassa in tutto il mondo 2.718 miliardi di dollari[13] diventando il film di maggiore incasso del decennio e della storia del cinema, superando il record di Titanic dello stesso regista. Questo anche grazie al rilancio della tecnologia del cinema 3D e, conseguentemente, anche al costo dei biglietti maggiorato.Un animatrone rappresentante uno dei protagonisti del film Avatar, il maggior incasso del decennio e della storia del cinema.

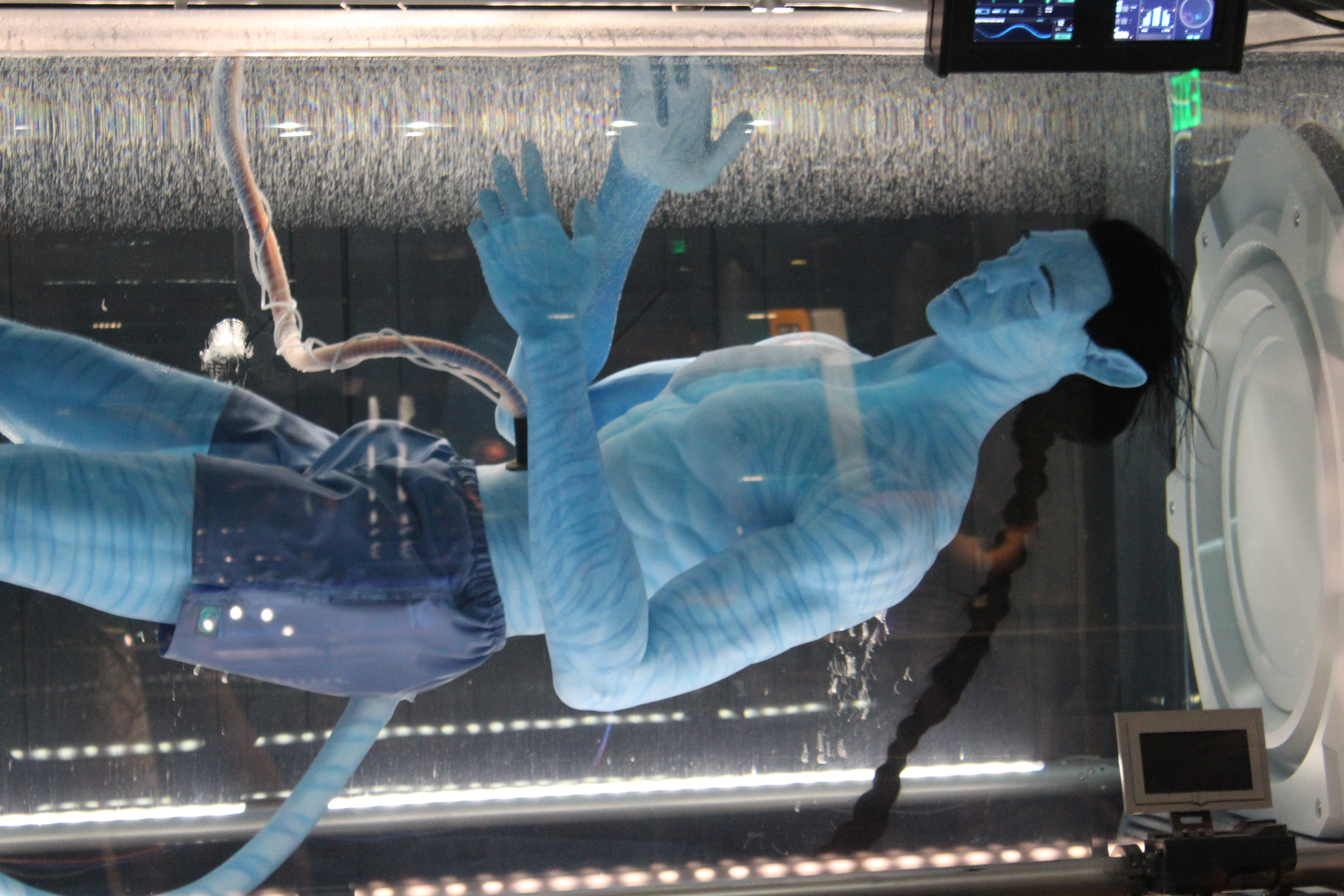
Un animatrone rappresentante uno dei protagonisti del film Avatar, il maggior incasso del decennio e della storia del cinema.

- Il cinema asiatico continua ad ottenere sempre più consensi internazionali. In India diventa sempre più forte ed indomabile l'industria cinematografica di Bollywood, la più produttiva del mondo, che tuttavia si limita a produrre film per il mercato nazionale, ma acquisisce consenso in occidente almeno nei festival cinematografici, e attraverso un film influenzato dai suoi canoni come il premio Oscar The Millionaire. Il cinema cinese realizza tanto opere ad alto budget e kolossal, come Hero e La foresta dei pugnali volanti, entrambi diretti da Zhang Yimou, quanto film più introspettivi e minimalisti, campo in cui è molto significativa (anche a livello internazionale) l'opera di Wong Kar-Wai. Il cinema sudcoreano tocca una punta di celebrità grazie a Old Boy di Park Chan-Wook. Il cinema asiatico che, tuttavia, continua ad essere il più celebre a livello internazionale rimane quello giapponese. Due volte nel decennio un film nipponico è stato candidato all'Oscar per il miglior film straniero, vincendolo nel 2008 per Departures di Yōjirō Takita. Altro prospero versante di questo cinema è l'animazione. Nel 2002 La città incantata di Hayao Miyazaki vince l'Oscar al miglior film d'animazione.
- I film d'animazione Disney hanno invece una battuta d'arresto e non ottengono i risultati che avevano ottenuto nel decennio precedente; film come Le follie dell'imperatore (2000), Dinosauri (2000), Atlantis - L'impero perduto (2001) e Il pianeta del tesoro (2002) non ottengono grande successo, anche se alcuni diventeranno dei film cult negli anni seguenti.
- La Pixar, ancora solo distribuita dalla Disney, sforna invece quasi un grande successo all'anno con film quali Monsters & Co. (2001), Alla ricerca di Nemo (2003), Gli Incredibili (2004), Cars (2006), Ratatouille (2007), WALL•E (2008) e Up (2009), decretando una sostanziale fine dell'animazione tradizionale che verrà presto soppiantata da quella in grafica computerizzata.
- Mentre la Disney ha un calo, la sua "rivale", la DreamWorks, conosce invece il suo decennio d'oro, grazie al successo al botteghino di film in animazione computerizzata quali Shrek (2001), Madagascar (2005), Kung Fu Panda (2008) e Mostri contro alieni (2009), i quali avranno anche molti seguiti e spin off nei decenni seguenti, sia per il cinema che per la televisione.
- In Europa sono significative perlopiù le opere di notevoli autori, che spesso vincono a festival internazionali. Tra gli autori europei più apprezzati durante il decennio ricordiamo Roman Polański, Michael Haneke, i Fratelli Dardenne, Pedro Almodóvar, Alejandro Amenabar, Lars von Trier, Aki Kaurismaki e Emir Kusturica. Il cinema tedesco rievoca aspetti della vita nella DDR con pellicole quali Good Bye, Lenin! di Wolfgang Becker e Le vite degli altri di Florian Henckel von Donnersmarck, che vince anche l'Oscar per il miglior film straniero nel 2006. Celeberrimi ed importanti in tutti il mondo due film che vengono prodotti in Europa in questo decennio: Il favoloso mondo di Amélie di Jean-Pierre Jeunet e Parla con lei di Pedro Almodóvar.

## Televisione
- Le serie televisive americane la fanno ancora da padrone con serie di successo quali Smallville e Heroes, che rilancia il genere supereroistico anche in televisione, CSI - Scena del crimine, NCIS- Unità Anticrimine, Desperate Housewives, Una mamma per amica, Dr. House - Medical Division, Grey's Anatomy e Breaking Bad.
- Tra le sitcom nate nel decennio si annoverano Malcolm, How I Met Your Mother e The Big Bang Theory.
- Il 22 settembre 2004 viene trasmesso il primo episodio di Lost, serie che avrà un grande successo a livello globale.
- Impazzano sempre di più i reality show, in particolare dopo il successo de il Grande Fratello, e dei talent show; tra i più famosi nati in questo decennio vi sono American Idol, The X Factor e Got Talent.
- Tra le serie a cartoni animati per la televisione di maggior successo del decennio vi sono I Griffin, Futurama e SpongeBob tutte e tre iniziate alla fine del decennio precedente, nel 1999, e altre nate nel decennio 2000 come American Dad!, Due fantagenitori, Avatar - La leggenda di Aang, Peppa Pig e Ben 10.